# Муна (притока Лени)
Муна (якут. Муна өрүс) — річка в Східному Сибіру Росії, протікає по території Жиганського улусу Республіки Саха (Якутія). Ліва притока річки Лени. Належить до водного басейну Лени → моря Лаптєвих.

## Географія
Річка бере свій початок в східній частині Середньосибірського плоскогір'я, на висоті 460 м над рівнем моря, і має назву Улахан-Муна тече по північно-східній околиці плоскогір'я у північному — північно-східному напрямку, після злиття лівої притоки Орто-Муна, набуває назву Муна і повертає на північний схід. Після гирла лівої притоки Али-Муна повертає на схід, а після гирла правої притоки Онгкучах — знову повертає на північний схід. Після впадіння лівої притоки Тирехтех-Юрях повертає на південний схід і сильно вираженим меандровим руслом вливається у ліву протоку Кюеленкс-Тебюлех річки Лени, за 606 км від її гирла, навпроти південно-західної частини острова Баях. В середній та нижній течіях численні острови, один з найбільших — Талах-Ари
Довжина річки — 715 км, площа басейну — 30 100 км². Річка судноплавна протягом 100 км від гирла. За деякими джерелами річка утворюється злиттям правої складової Улахан-Муна та лівої — Орто-Муна на висоті 332 м (67°7′51″ пн. ш. 113°54′50″ сх. д. / 67.13083° пн. ш. 113.91389° сх. д.), при довжині 715 км, хоча за даними Державного водного реєстру Російської Федерації відстань від злиття цих річок то гирла Муни становить лише 690 км, а від витоку Улахан-Муна — 715 км. Повне падіння рівня русла від злиття Улахан-Муна та Орто-Муна до гирла становить 309 м, що відповідає середньому похилу русла на цій ділянці — 0,44 м/км; а від витоку Улахан-Муна, повне падіння — 417 м, а середній похил — 0,58 м/км. Живлення в основному снігове та дощове. Повінь з кінця травня по червень. Влітку бувають паводки. Замерзає в кінці листопада, початку грудня і залишається під крижаним покривом до кінця квітня, початку травня.
Майже на всій протяжності русла, Муна тече у вузькій глибокій до 50-60 м долині, як правило, з односторонньою заплавою, шириною 100—300 м, часто обмеженою високими, скельними берегами, які місцями піднімаються до 100—150 м. Тільки в нижній течії, на останніх кількох десятках кілометрів течії, річка виходить на широку долину Лени і має свою заплаву шириною до 3,5 км. Швидкість течії доволі велика, і на всій довжині водотоку коливається від 0,4 до 0,8 м/с, а місцями більше 1 м/с. Ширина русла у верхній течії доходить до 40-68 м, при глибині до 0,8-1,7 м, в середній течії ширина — до 85—120 м, місцями до 160 м, при глибині — 0,8-2,5 м; в нижній течії ширина доходить до 220—355 м, при глибині — до 1,9-2,0 м.

## Притоки
Річка Муна приймає близько сотні приток, довжиною понад 10 км. Найбільших із них, довжиною понад 50 км — 10, із них понад 100 км — 4 (від витоку до гирла):
| Назва притоки            | Довжина,(км) | Площа водозбірного басейну, (км²) | Відстань від гирла Муни, (км) | Витрата води,(м³/с) |
| ------------------------ | ------------ | --------------------------------- | ----------------------------- | ------------------- |
| → Тенке-Муна             | 58           |                                   | 668                           |                     |
| ← Улах-Муна (Улаах-Муна) | 80           | 1140                              | 597                           |                     |
| → Онгхойдоох (верхня)    | 64           |                                   | 457                           |                     |
| → Чукар                  | 75           | 476                               | 445                           |                     |
| → Егелінде               | 69           |                                   | 414                           |                     |
| ← Мунакан                | 198          | 4070                              | 267                           |                     |
| → Северней (Північна)    | 238          | 5190                              | 229                           |                     |
| → Туорахи                | 72           |                                   | 212                           |                     |
| → Біллях (Бііллеех)      | 114          | 1570                              | 179                           |                     |
| ← Хахчан                 | 221          | 3250                              | 16                            |                     |

## Населенні пункти
Басейн і береги річки незаселені. На берегах немає постійних поселень, тут розташовані кілька, невеликих населених пункти, споруди зимників та мисливські будиночки, а також закинуті селища геологів (від витоку до гирла): селище Усть-Улах-Муна (нежиле). В басейні, на берегах лівої притоки Улах-Муна розташовані два селища Рудний Двір, Верхня Муна — також нежилі.